# Céline Dion chante Noël
Céline Dion chante Noël (pl. Celine Dion śpiewa kolędy) – francuski, świąteczny album Céline Dion, wydany w Quebecu w Kanadzie 30 listopada 1981. Jest to jej drugi album.

## Historia powstania
Album został wydany trzy tygodnie po pierwszej debiutanckiej płycie Celine Dion i zawiera tradycyjne, francuskie kolędy. Pomimo że nie było singli promujących album, Céline Dion Chante Noël i La Voix Du Bon Dieu zostały sprzedane w nakładzie 30.000 kopii już w 1981. W następnych latach zostało sprzedane 125.000 kopii obu albumów gdzie sam Céline Dion chante Noël sprzedał się w nakładzie 25.000 sztuk.
Utwory:  „Glory Alleluia”, „Promenade en traîneau” oraz „Joyeux Noël” pojawiły się także na następnej świątecznej płycie piosenkarki  Chants et contes de Noël (1983)

## Lista utworów
1. „Glory Alleluia” – 3:33
2. „Le p'tit renne au nez rouge” – 2:28
3. „Petit Papa Noël” – 3:05
4. „Sainte nuit” – 2:45
5. „Les enfants oubliés” – 3:12
6. „Noël blanc” – 2:45
7. „Père Noël arrive ce soir” – 1:57
8. „J'ai vu maman embrasser le Père Noël” – 2:37
9. „Promenade en traîneau” – 2:52
10. „Joyeux Noël” – 2:38